# Retífica
Retíficas são máquinas altamente especializadas na atividade de retificar, ou seja, de tornar reto ou exato, dispor em linha reta, corrigir e polir peças e componentes cilíndricos ou planos. A retificadora é amplamente utilizada nos dias de hoje e de vital importância para as linhas de produção. Geralmente, este tipo de usinagem é posterior ao torneamento e ao fresamento, para um melhor acabamento da superfície. O sobremetal deixado para o processo de retificação é de ordem de 0,2 a 0,5 mm.
Os virabrequins de motor a combustão, por exemplo, depois de confeccionados, têm suas medidas de acabamento terminadas numa retificadora.
Outro exemplo seriam os corpos como barramentos e prismas de precisão das próprias máquinas operatrizes, que são acabados em suas medidas finais por retificadoras planas e cilíndricas.
O processo de retificação é executado por ferramentas chamadas de rebolos, que são ferramentas fabricadas com materiais abrasivos cujos formatos podem ser cilíndricos, ovalizados, esféricos, etc. Em geral, as ferramentas são fixadas a eixos e giram em altíssima rotação. Quando elas já vem presas em um eixo são chamadas de ponta montada. Dessa forma, o componente a ser retificado é montado num suporte, numa mesa coordenada ou num eixo, e recebe o atrito do rebolo abrasivo, que vai retirando o material em quantidades muito pequenas, até chegar ao ponto ou dimensão determinados pelo projeto.

## História da retificadora
As primeiras operações mecanizadas de retificação cilíndrica foram certamente realizadas com a aplicação de Mito Ronaldo cabeçotes porta-rebolos sobre tornos mecânicos paralelos. A figura 1 ilustra uma dessas aplicações, feita pela empresa norte-americana Pratt & Whitney, por volta de 1860. Foi nos Estados Unidos que surgiram as primeiras retificadoras cilíndricas propriamente ditas, ou seja, máquinas específicas para trabalhar em retificação cilíndrica e não adaptações de tornos para esse fim. A primeira retificadora que se tem notícia teria sido construída em 1860, na sede da empresa de abrasivos Norton Emery Company, pelo engenheiro Charles Moseley.

Primeiro modelo de retificadora destinado à venda.

Porém, foi só em 1875 que o engenheiro Joseph Brown, um dos fundadores da empresa Brown & Sharpe, de Providence, Rhode Island, desenvolveu um primeiro modelo de retificadora destinado à venda. Esta máquina está ilustrada na figura 2. Os rolos colocados no piso, tanto da figura 1, como da figura 2, destinavam-se à transmissão da rotação dos eixos porta-rebolos, porta-peças e de acionamento do movimento longitudinal da mesa da máquina, através de correias planas que desciam dos eixos que giravam nos tetos das fábricas, os quais eram movidos, por uma máquina a vapor única, que era a fonte de potência de toda a unidade industrial.
O primeiro modelo de retificadora cilíndrica Brown & Sharp, lançado em 1875, teve trajetória comercial e internacional rápida. Já em 1876 a máquina era exposta numa feira industrial em Paris e em 1877 a empresa conseguia a patente norte-americana do equipamento. Ainda no Século XIX outros fabricantes surgiram nos Estados Unidos, lançando retificadoras cilíndricas no mercado, a exemplo da retificadora Landis, de 1883, produzida pela empresa Landis Tool, da Pensylvania, e também da retificadora Norton, de 1900, projetada pelo engenheiro Charles H. Norton e produzida pelo Norton Grinding Company, de Massachusetts, vizinha e coligada à Norton Emery Company, produtora de rebolos.
Gradativamente, ao longo do século XX, as retificadoras cilíndricas foram se modernizado. Inicialmente, ocorreu a substituição dos acionamentos centralizados derivados dos eixos nos tetos das fábricas, movimentados por uma máquina a vapor central, por motores elétricos de corrente alternada trifásica individuais para cada movimento da máquina.
Depois da Segunda Guerra Mundial as retificadoras passaram a ter sistemas óleo-hidráulicos de grande suavidade para o movimento da mesa e dos avanços. Posteriormente, como acontecia com quase todas as máquinas-ferramenta para trabalhar metais, os controles eletrônicos foram se incorporando em parcelas crescentes, inclusive com aparelhos de medição da peça durante o próprio processo de retificação.
O último movimento importante foi o da adoção do CNC para o comando e controle das retificadoras cilíndricas.

## Uso da retificadora
É uma operação bastante utilizada na industria metal mecânica como operação de acabamento. Deve-se ter muita atenção com este processo porque muitas vezes a peça a ser retificada passa por diversos processos que podem ter seus custos acumulados perdidos, caso haja problemas na retificação. Exemplos: Motor a combustão (praticamente todas as suas partes são retificadas para ter as medidas de acabamento com bastante precisão), barramentos, prismas de precisão, acabamento de engrenagens e outras peças planas ou cilíndricas. Pode-se
remover finas camadas de material endurecido por têmpera, cementação ou nitretação, etc e até mesmo deformações causadas por algum tratamento térmico.
Seu uso também se deve à manutenção. Nestes, encontram-se exemplos como cilindros e outras peças internas do motor que se desgastam e podem ser reparadas. Seu uso é tão importante na mecânica que existem empresas específicas para produtos da área, por exemplo: há empresas específicas para a área de retificação de motores a diesel, para a área de motores a combustão, área de engrenagens, etc.

## Operações
Retífica é por definição um processo de corte por abrasão, na qual as partículas abrasivas atuam como uma ferramenta de corte (um bit, por exemplo) e ligante atua como o porta ferramentas (de um processo de torneamento, por exemplo).
Similarmente ao torneamento ou frezamento, o processo de retífica também é um processo em que se formam cavacos, mas podemos apontar como diferenças principais:
1. A ferramenta de corte (os grãos abrasivos) tem geometria irregular.
2. A geometria de corte pode se alterar em trabalho. A depender do tipo de rebolo, a aresta cortante sofre autoafiação significando que os grãos se quebram, ou mesmo são removidos automaticamente durante o trabalho.

### 3 Tipos de interação entre o grão abrasivo e a peça
CorteÉ a formação de cavaco, para as laterais do grão abrasivo.

SulcamentoCorresponde à deformação do material para os lados e para frente do grão abrasivo. Nesse caso não há formação de cavaco, mas o sulcamento facilita a sua formação.
EscorregamentoÉ o deslizamento da peça contra o grão abrasivo. Não há remoção de material.
Em todos os três casos de interação ocorre geração de calor.
Todos os três ocorrem simultaneamente durante a operação de retífica. Quando há predominância de corte, ou seja, com uma boa afiação e operação de rebolo eficiente, há menor geração de calor; ao contrário, quando há predominância de sulcamento e escorregamento (no caso de rebolos mal afiados), vai haver maior geração de calor, e, conseqüentemente, maior problema para a superfície da peça. Os grãos abrasivos são inicialmente afiados, imediatamente após a afiação (o termo mais utilizado é dressagem).
À medida que a operação de retífica progride, ocorre um gradual desgaste da aresta cortante dos grãos, havendo forte perda de eficiência de corte, até que a dificuldade em penetrar o material a ser retificado se torna tão elevada, que cessa a remoção de material. Nesse ponto, não há mais retífica e sim, apenas geração de calor, queimando o material.	Para o correto funcionamento do rebolo, as tensões entre o ligante devem estar equilibradas de tal forma a, quando os grãos abrasivos atingirem um desgaste além do admissível, eles sejam arrancados dando lugar a outros novos, e, portanto, afiados corretamente.
Nessas condições, pode-se dizer que o rebolo sofre uma autoafiação. O fenômeno também ocorre quando os grãos abrasivos fraturam, expondo uma nova aresta cortante. Outro fator importante do ponto de vista de desgaste de rebolo é a composição química do material que está sendo retificado. A retífica em aços altamente ligados, com durezas elevadas e grande número de carbonetos duros, leva a um rápido desgaste das partículas abrasivas do rebolo, aumentando o consumo de potencia da máquina.

## Tipos de Retificadora

### Retificadora Plana
Esse tipo de retificadora usina peças com superfícies planas, podendo usinar superfícies com inclinações. A peça é fixada em uma placa magnética, que realiza movimentos retilíneos tanto na longitudinal, quanto na transversal. O número de deslocamentos na transversal depende muito da largura do rebolo, podendo ser seu eixo na horizontal ou na vertical em relação à placa magnética.

### Retificadora Cilíndrica Universal
Esse tipo de retificadora usina peças com superfícies cilíndricas externas ou internas, podendo realizar faceamento em superfícies plana de eixos. A peça é fixada em uma placa universal, utilizando ponta muitas vezes para auxílio de fixação em peças com furação de centro ou com comprimento relativamente grande para processo sem ponta. Desse modo, a peça realiza rotações juntamente com movimentos na longitudinal para ser usinada.

### Retificadora Centerless
Esse tipo de retificadora usina peças com superfícies cilíndricas externas, utilizada para produção em série. A peça não é fixada nesse tipo de usinagem, portanto, é realizado um movimento induzido pelo rebolo e pelo disco de arraste.